# Muszasi (regény)
Muszasi (japánul: 宮本武蔵 , Hepburn-átírással: Miyamoto Musashi)  Josikava Eidzsi történelmi regénye, amely Mijamoto Muszasi életén alapul, aki  Az öt gyűrű könyve szerzője, filozófus, kardforgató. 1935-ben kezdett megjelenni folytatásokban az Aszahi Sinbunban. Magyarországon először egy ötkötetes sorozatként jelent meg az Édesvíz Kiadó által, 1993-ban.

## Cselekménye
A történet hét fő részre van osztva (Föld, Víz, Tűz, Szél, Ég, Nap és hold, Tökéletes fény). A könyv cselekménye a Szekigaharai csatától Muszasi és Szaszaki Kodzsiró párbajáig tart. A történet alatt megfigyelhetjük hogyan fejlődik Muszasi személyisége egy egyszerű vidéki emberéből egy legendás kardforgatóévá, aki kifejleszti a saját harcművészeti iskoláját, a Niten Icsi-rjút (más néven 二天一, niten icsi, szó szerint két menny mint egy, vagy 二刀一, nitó icsi azaz két kard mint egy). A regény szerint ezt a technikát a  Taikó ihlette.

## Feldolgozásai
A regény nagy népszerűségnek örvend, 1954 és 1956 között Inakagi Hirosi egy trilógiát készített a történetből. Az első film, a Szamuráj I: Musashi Miyamoto (1954) a 28. Oscar-gálán elnyerte a legjobb idegen nyelvű film díját. 1998-ban manga készült a regényből, Vagabond címen.

## Magyarul
- Muszasi; Édesvíz, Bp., 1993–1994, ISBN 963-7940-88-X[1]
  - 1. A szamuráj útja; ford. Ecsedy Csaba; 1993
  - 2. A háború művészete; ford. Tótisz András 1993
  - 3. A kard útja; ford. Tótisz András; 1993
  - 4. A busidó-kód; ford. Tótisz András; 1994
  - 5. Az élet és halál útja; ford. Bukor Éva; 1994

## Fordítás
- Ez a szócikk részben vagy egészben  a   Musashi (novel) című angol Wikipédia-szócikk fordításán alapul.  Az eredeti cikk szerkesztőit annak laptörténete sorolja fel. Ez a jelzés csupán a megfogalmazás eredetét és a szerzői jogokat jelzi, nem szolgál a cikkben szereplő információk forrásmegjelöléseként.